# Gianluca Durante
Gianluca Durante (Nardò, 28 agosto 1976) è un ex pallavolista italiano, di ruolo schiacciatore e libero.

## Biografia
È sposato con l'ex pallavolista Hanka Pachale.

## Carriera

### Club
La carriera di Gianluca Durante inizia nella stagione 1990-91 in Serie C1 con la Libertas Nardò, con cui nella stagione 1992-93 esordisce in Serie B2. Nell'annata 1994-95 è al Cutrofiano, in Serie B1: al termine del campionato 1995-96 ottiene la promozione in Serie A2, dove gioca con lo stesso club dall'annata 1996-97; nella stagione 1998-99 passa alla Magna Grecia, per poi tornare nella stagione successiva al Cutrofiano, sempre nella divisione cadetta.
Per il campionato 2000-01 veste la maglia del Piacenza, in Serie A2, categoria dove milita anche nella stagione 2001-02 con la Lupi Santa Croce e in quella 2002-03 con la Callipo, aggiudicandosi la Coppa Italia di Serie A2. Nell'annata 2003-04 difende i colori del Loreto, con cui inizia un sodalizio di tre stagione per poi firmare per il neopromosso Modugno nell'annata 2006-07: tuttavia nel campionato successivo è nuovamente al Loreto, sempre in Serie A2.
Nella stagione 2008-09 esordisce in Serie A1 grazie all'ingaggio da parte del Piacenza, cambiando il proprio ruolo da schiacciatore a libero: si aggiudica lo scudetto 2008-09 e la Supercoppa italiana 2009. Nell'annata 2010-11 torna in Serie A2 accasandosi al Milano: al termine del campionato 2011-12 annuncia il suo ritorno dall'attività agonistica.

## Palmarès

### Club
- Campionato italiano: 1

2008-09
- Supercoppa italiana: 1

2009
- Coppa Italia di Serie A2: 1

2002-03